# Robert Dansler
Robert Dansler aussi connu sous le pseudonyme de  Bob Dan, né le 10 août 1900 dans le 2e arrondissement de Paris et mort le 26 mai 1972 à Villejuif, est un écrivain, peintre et dessinateur français, auteur de roman policier et de roman d'aventures et d'innombrables bandes dessinées.

## Biographie
Passionné de dessin, il étudie cet art ainsi que la sculpture à l'école Bernard-Palissy à Paris.  Il poursuit un temps des études de médecine qu'il ne terminera pas, participe à la Première Guerre mondiale dans la marine, puis, démobilisé, travaille dans la publicité. 
Il expose au Salon des indépendants en 1927, 1928 et 1929.
Ses premiers dessins sont publiés dans les années 1930 dans les revues Tel Quel et le Hérisson, puis il entre en 1935 aux Éditions Ventillard, pour lesquelles il illustre des romans de la collection « Minuit » et publie pendant la Seconde Guerre mondiale plusieurs romans d'aventures et romans policiers.
De mai à octobre 1946, sa bande dessinée animalière Robin L'Écureuil est publiée dans le bimensuel du même nom.
Selon le Dictionnaire des littératures policières, des sources le créditent de la paternité de la série Captain Chester Buxton dont il a illustré les douze aventures. La Bibliothèque nationale de France mentionne Edward Brooker comme auteur de cette série.

## Œuvre

### Romans
- Une lettre… 3 morts, Agence parisienne de distribution, coll. « Stick » no 2 (1940)
- Le Cabanon de la mort, Société française d'éditions et de publications illustrées (1941)
- Cinq Meurtres au studio, Société française d'éditions et de publications illustrées (1941)
- Les Géants du Titoradium, Société française d'éditions et de publications illustrées (1941)
- La Mare de sang, Société française d'éditions et de publications illustrées (1941)
- Un mort au micro, Agence parisienne de distribution, coll. « Stick » no 7 (1941)
- Mazoglou et Cie, Agence parisienne de distribution, coll. « Stick » no 12 (1941)
- La Princesse de la jungle, Société française d'éditions et de publications illustrées (1941)
- Le Bal des serpents, Société française d'éditions et de publications illustrées, coll. « Œil-de-faucon » no 33 (1942)
- Dans les griffes du "serpent vert", Société française d'éditions et de publications illustrées (1942)
- La Poutre creuse, Agence parisienne de distribution, coll. « Stick » (1942)
- Quatre Clous dans un carré, Société française d'éditions et de publications illustrées (1942)

### Illustrations
- La Rançon de Lucienne, Louis René-Bazin, Collection La Frégate, no 88, Maison de la Bonne Presse (1954)

### Sources
- Patrick Gaumer, « Dan, Bob », dans Dictionnaire mondial de la BD, Paris, Larousse, 2010 (ISBN 9782035843319), p. 222.
- Claude Mesplède (dir.), Dictionnaire des littératures policières, vol. 1 : A - I, Nantes, Joseph K, coll. « Temps noir », 2007, 1054 p. (ISBN 978-2-910-68644-4, OCLC 315873251), p. 529-530